# Sitio de encuentros

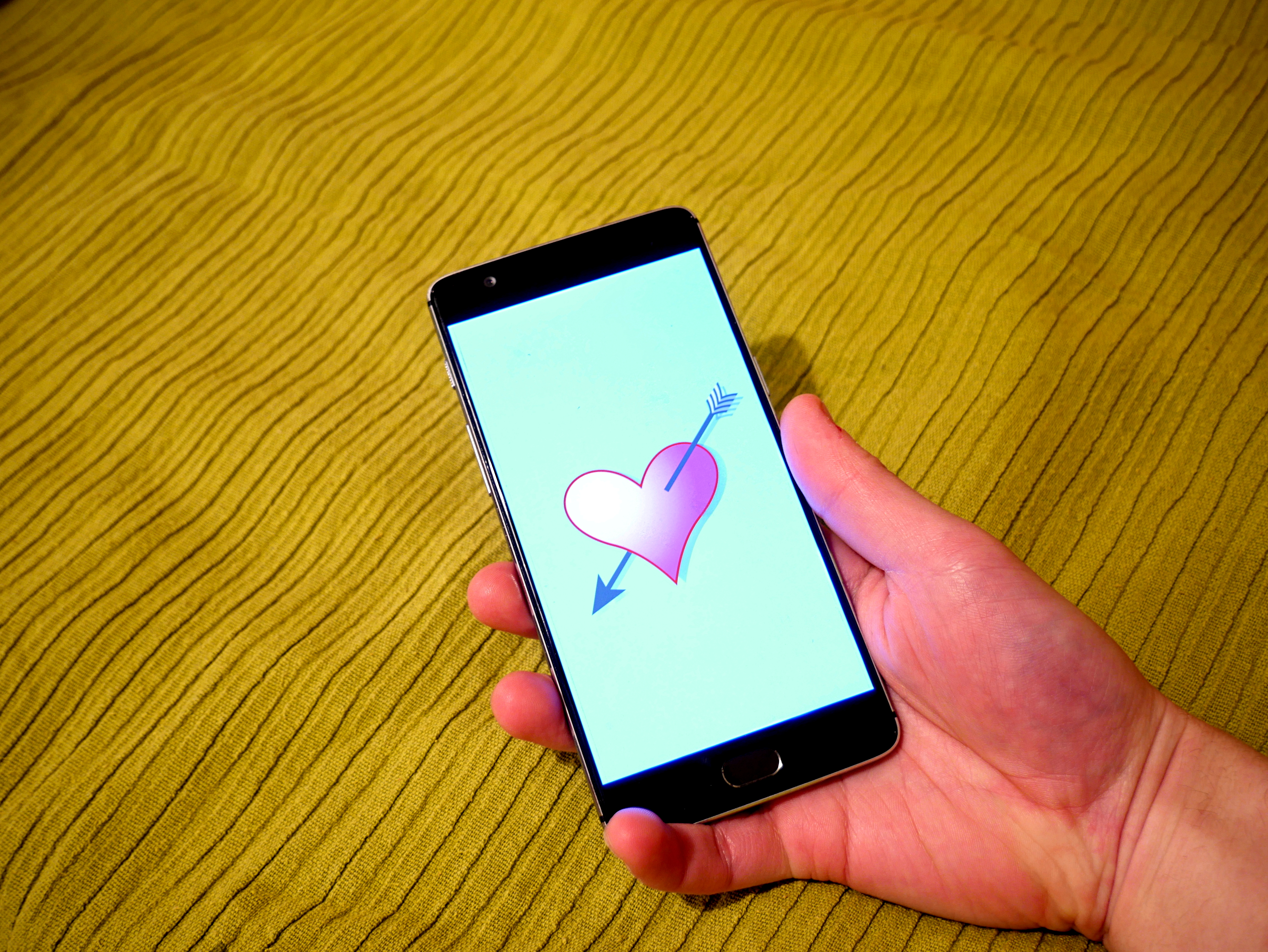
Ilustración de la aplicaciones de citas para teléfonos móviles

Los portales, páginas o sitios de encuentros son webs especializadas que ofrecen a sus usuarios la posibilidad de conocer y contactar con gente con el fin de encontrar pareja. Existen diferentes categorías de sitios que apuntan a diferentes perfiles de usuario; desde aquellos que buscan una relación para toda la vida hasta los que solo quieren salir en una cita, tener sexo o hacer amigos.
La mayoría de los sitios de encuentros consisten en bases de datos a las que los interesados pueden pertenecer fácilmente después de completar un registro cuya brevedad varía entre página y página. Además de rellenar datos esenciales como la edad, el sexo, la apariencia física, etc. el usuario tiene la opción de completar su ficha personal, con una fotografía, gustos, preferencias y, finalmente, una descripción de cómo sería su pareja ideal. Los sitios más orientados a la compatibilidad entre personas requieren la realización de un test de personalidad.
La interfaz de los sitios de encuentros consiste, generalmente, en una página personal desde la cual el usuario puede acceder a perfiles de otros usuarios y contactar con ellos. En cada plataforma, además, existen diferentes herramientas especialmente diseñadas para dinamizar el contacto entre posibles parejas: estas pueden ser grupos de favoritos, grupos temáticos, buzones de mensajes, encuestas y demás. El objetivo de su uso es que los usuarios se vayan conociendo por personalidad, gustos y afinidades y, finalmente, concierten una cita cara a cara para empezar una relación.
La mayoría de los sitios de encuentros ofrecen dos tipos de cuentas de usuarios: gratuita y paga. El usuario con una cuenta gratuita tiene un acceso limitado a las funciones del sitio (por ejemplo: puede crear un perfil y ver perfiles de otros usuarios, pero no puede contactar con ellos). El sistema funciona de tal manera que todos los usuarios empiezan registrándose con una cuenta gratuita; el objetivo es familiarizarse con el sitio y acceder a los datos de posibles parejas. Luego, si el usuario decide que quiere contactar con los demás usuarios, deberá actualizar su cuenta al modo de pago.

## Cifras de mercado
En 2011 el mercado español de los sitios de encuentros en Internet ha registrado un 8 % de crecimiento con respect al año anterior. La facturación total del sector al cierre del ejercicio de 2011 ascendió a 38,5 millones de euros. En 2011 los españoles gastaron 3,6 millones de euros más que el año anterior en la búsqueda de pareja por Internet. Alrededor de 2,1 millones de españoles se registran cada mes en páginas para solteros, otros 950 000 participan en “Casual Dating“ y buscan contactos eróticos. Entre tanto, España cuenta con más de 18 portales de citas que han rebasado los 100 000 usuarios. Algunos de ellos pertenecen al grupo Meetic, que cotiza en la bolsa de París desde el año 2005. Al contrario de lo que sucede con la crisis en otras empresas, en Meetic los presupuestos de los departamentos de marketing se han incrementado en más de 20 millones de euros.
En el año 2012, casi un 75 % de los solteros declaró haber utilizado alguna vez un sitio de encuentros en internet para buscar una cita y un 17 % de las parejas que se casaron durante ese año dijo haberse conocido en la web.
En el año 2013, la industria especializada en buscar pareja a través de la red, tiene una previsión de incrementar sus ingresos un 10 % y una penetración en Internet que estaría por detrás de los videojuegos y la música en línea.
El mercado global de aplicaciones de citas se valoró en aproximadamente 5.3 mil millones de dólares en 2020, con proyecciones de alcanzar los 9.9 mil millones de dólares para 2025.

## Matchmakingy citasonline
Internet ha conseguido revolucionar las relaciones interpersonales en tanto permite conocer gente de todas partes del mundo que, de otra forma, nunca se habrían conectado entre sí. Dentro de esta dinámica se distinguen dos modalidades que operan, a su vez, como diferentes nichos de usuarios: matchmaking (en castellano se traduciría como realización de compatibilidades) y citas en línea.
El concepto de matchmaking se define por la creación de uniones duraderas basadas en la compatibilidad. Los sitios especializados en Matchmaking ofrecen al usuario la oportunidad de encontrar personas compatibles en términos de personalidad, gustos y costumbres. La lógica es que, cuando esas personas se encuentren, las posibilidades de desarrollar una relación seria y afín sean mucho mayores que las que suelen darse en encuentros casuales. Para lograr este tipo de vínculos, los sitios de Matchmaking reúnen datos profusos sobre la personalidad de sus usuarios que luego son comparados para realizar automáticamente propuestas de pareja. Estos sitios se orientan principalmente a personas solteras que quieren formar una pareja estable y seria. 
El concepto de citas en línea, en contraste, tiene que ver con la generación rápida de contactos casuales que pueden derivar en diferentes tipos de relación; desde encontrarse una sola vez hasta una amistad o una relación de pareja. La diferencia con el Matchmaking es que el citas en línea no prioriza tanto los análisis de compatibilidad. El objeto es simplemente poner a las personas en contacto y qué éstas se den cuenta por sí mismas cuál es la afinidad que hay y qué tipo de relación es el que pueden o quieren emprender. Por este motivo, los sitios de citas en línea propician cosas el flirteo en línea antes que los tests de personalidad. Se orientan a personas que simplemente quieren hacer sociales por Internet.

## Speeddatingyslowdating
Las citas veloces (speeddating) son una modalidad de citas en línea surgida en los últimos años bajo la premisa de que aún el amor requiere tiempos más veloces. Los sitios de citas veloces organizan encuentros cara a cara en los que solteros de edades similares disponen un tiempo limitado - generalmente no más de unos minutos - para hablar y conocerse. Los participantes van conociendo a varias personas secuencialmente en muy poco tiempo. En caso de haber afinidad los implicados pueden luego quedar en una salida regular. Más que la posibilidad seria de conocer a alguien, el citas veloces constituye una fuente de diversión novedosa y original para solteros. 
Las citas lentas (slowdating), en contraste, priorizan encuentros tradicionales entre solteros. Por lo general se organizan cenas o almuerzos en grupos de solteros de ambos sexos. La idea de las citas lentas es compartir el momento y conocer gente nueva. El tipo de vínculo que pueda generarse dependerá siempre de la interacción cara a cara que se dé en el encuentro mismo.
Las citas veloces y las lentas se diferencian de otras modalidades de citas en línea en el hecho de que el grueso de la comunicación entre las personas se da cara a cara. Los sitios web que brindan estos servicios ofician simplemente de organizadores de encuentros.

## Homosexuales y lesbianas
La gran mayoría de los sitios de encuentros ofrecen servicios específicos para homosexuales y lesbianas, además de heterosexuales. En la mayoría de los casos les basta con preguntar el sexo de interés en el formulario de registro. Otros, como el caso de Gay-Parship, tienen portales exclusivos.